# Misia

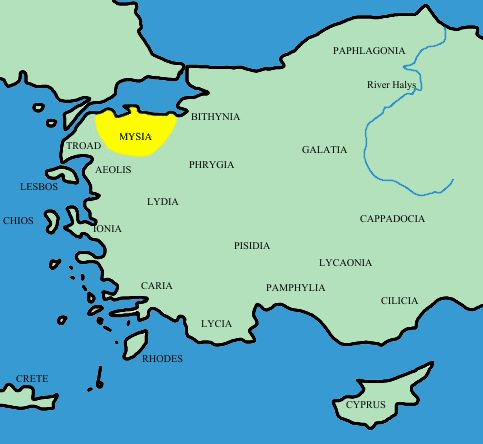
Le regioni storiche dell'Anatolia, Misia in giallo

La Misia (in greco antico: Μυσία?, Mysía) è una regione storica dell'Asia Minore, nell'attuale Turchia nord-occidentale.

## Geografia
La Misia confinava col Mar di Marmara a nord e il Mar Egeo a ovest. Sulla terraferma i confini erano meno distinti e sfumavano con quelli della Lidia a sud, della Frigia e della Bitinia a est. La Misia designava una entità geografica, più che politica, e comprendeva l'Eolide, la Troade e i territori in prossimità di Pergamo.

## Storia
La regione compare nelle fonti ittite con il nome di Masa, ma non è chiaro se all'epoca fosse abitata da popolazioni anatoliche.
Omero menziona i Misi (la popolazione da cui la regione fu chiamata) come alleati dei Troiani, guidati da Cromio e dall'indovino Ennomo; altre fonti letterarie citano tra i Misi presenti a Troia anche Euripilo, figlio del re Telefo, che arrivò poco prima che la città cadesse. Telefo viene ricordato come fondatore di una dinastia regia in quanto alla sua morte gli successe il nipote Grino, ma non ci sono evidenze storiche dell'esistenza di una Misia nazione indipendente. Le coste furono colonizzate dai Greci, che vi fondarono parecchie città (Pario, Abido, Lampsaco, Callipolis, ecc.), mentre l'interno fu abitato da epoche remote da vari popoli, fra i quali i Misi che le diedero il nome, e di cui oltre al nome non si sa molto.
La Misia fu soggetta a Creso, re della Lidia, il quale regnò dal 560 al 546 a.C.; più tardi fu sottoposta all'Impero Persiano, all'Impero macedone, ai Seleucidi, e al regno di Pergamo. Attalo III, l'ultimo re di Pergamo, nel 133 a.C. lasciò in eredità il suo regno, e quindi anche la Misia, a Roma, e quindi nel 129 a.C. la regione entrò a far parte della provincia romana dell'Asia. Con la divisione dell'Impero Romano (395 d.C.), l'Eolide fu assegnata all'impero romano d'oriente; fece quindi parte dell'impero bizantino fino alla conquista dei Turchi Ottomani.